# فرودگاه سنتردال
فرودگاه سنتردال (به انگلیسی: Centredale Aerodrome) یک فرودگاه خصوصی است که یک باند فرود چمن دارد و طول باند آن ۵۴۹ متر است. این فرودگاه در کشور کانادا قرار دارد و در ارتفاع ۱۸۰ متری از سطح دریا واقع شده‌است.